# Selyeb
Selyeb is een plaats (község) en gemeente in het Hongaarse comitaat Borsod-Abaúj-Zemplén. Selyeb telt 495 inwoners (2001).